# Phumaphi-Kommission
Die Phumaphi-Kommission [pʰuˈmapʰi] (englisch: Phumaphi Commission, offizielle englische Bezeichnung: SADC Commission of Inquiry into the circumstances surrounding the death of Brigadier Maaparankoe Mahao, deutsch etwa: „SADC-Kommission zur Untersuchung der Umstände um den Tod von Brigadier Maaparankoe Mahao“) war ein 2015 von der Southern African Development Community (SADC) gegründetes Untersuchungsgremium. Es stand unter der Leitung des botswanischen Richters Mpaphi Passevil Phumaphi und befasste sich mit Ereignissen in Lesotho. Im Mittelpunkt stand der Mord an dem ehemaligen Militärkommandeur Maaparankoe Mahao.

## Vorgeschichte
Im Jahr 2015 war die innere Lage Lesothos angespannt. Nach der Staatskrise in Lesotho 2014, die in einem Putschversuch von Teilen der Lesotho Defence Force (LDF) unter Ex-Kommandeur Kennedy Tlali Kamoli gipfelte, kam es unter Vermittlung der SADC am 28. Februar 2015 zu Neuwahlen, bei denen die bisherige Regierung unter Tom Thabane knapp abgewählt wurde. In der Folge wurde der von der Thabane-Regierung eingesetzte Kommandeur der LDF, Mahao, durch dessen Vorgänger Kamoli ersetzt, während Mahao zum Brigadier degradiert wurde. Im Mai 2015 flohen mehrere hochrangige Oppositionspolitiker und Militärs, darunter Thabane, aus Angst vor Mordanschlägen der LDF nach Südafrika.
Im Mai 2015 wurden rund 50 hochrangige, offenbar Mahao nahestehende Militärs wegen eines angeblich bevorstehenden Putschversuchs („Meuterei“) festgenommen und teilweise gefoltert. Mahao wurde am 25. Juni 2015 von Soldaten erschossen, als er sein Grundstück verlassen wollte.

## Zielsetzung, Struktur und Verlauf
Die zuständigen SADC-Mitglieder der Double Troika (die Staatsoberhäupter von Botswana, Eswatini, Mosambik, Simbabwe, Südafrika und Tansania) beschlossen nach dem Tod Mahaos, offiziell auf Bitten der Regierung Lesothos, die Einsetzung der Untersuchungskommission, um die anhaltende Instabilität Lesothos zu beenden.
Leiter der Kommission war der Richter Mpaphi Phumaphi vom Obersten Gerichtshof in Botswana. Neun weitere Personen, darunter Militärs, Polizisten, Sicherheitsexperten, Juristen und Forensiker, aus anderen SADC-Mitgliedern waren beteiligt, nicht jedoch aus Lesotho.
Die Kommission tagte erstmals am 20. Juli 2015 in Maseru, der Hauptstadt Lesothos. Die lesothische Regierung unter Bethuel Pakalitha Mosisili verlangte, dass die Kommission weitere Themen erörtern solle, etwa die Politik der Vorgängerregierung; die SADC lehnte dies jedoch ab, so dass die lesothische Regierung die amtliche Veröffentlichung der terms of reference (etwa: „Arbeitsgrundlage“) verzögerte. Auch die Frage der Tagungsstätte führte zu Verzögerungen. Erst am 31. August 2015 konnten die ersten Zeugen in Maseru angehört werden. Mehrere nach Südafrika geflohene Zeugen wurden in camera im südafrikanischen Thaba Nchu befragt. Zu den über 70 Zeugen gehörten Mitglieder der Regierung, Vertreter von Nichtregierungsorganisationen, des Christian Council of Lesotho, der Lesotho Defence Force, des Lesotho Mounted Police Service und der Oppositionsparteien. Nicht vernommen werden konnten gleichzeitig wegen „Meuterei“ inhaftierte Militärs, die – anders als von der SADC gefordert, später jedoch von ihr akzeptiert – gleichzeitig vor dem Kriegsgericht standen. Der Oberstleutnant Tefo Hashatsi, in den Mord an Mahao verwickelt, strengte während der Sitzungsperiode der Kommission in Lesotho ein Verfahren an, das ihre Arbeit für null und nichtig erklären sollte, da sie nicht im Ausland Zeugen vernehmen dürfe und der Bericht offiziell an die Regierung Lesothos gehen müsse, nicht an den zuständigen SADC-Vertreter.
Die Kommission tagte bis Oktober 2015, der Abschlussbericht wurde am 5. November von den Kommissionsmitgliedern unterzeichnet. Offizieller Empfänger des Berichts war der Vorsitzende des Organ on Politics, Defence and Security, der mosambikanische Präsident Filipe Nyusi. Die lesothische Regierung weigerte sich anfangs, den Bericht entgegenzunehmen, da Hashatsis Verfahren noch nicht entschieden sei. Am 18. Januar drohte die SADC unter Leitung des botswanischen Präsidenten Ian Khama den Ausschluss Lesothos aus der SADC an, woraufhin die lesothische Regierung eine offizielle Veröffentlichung akzeptierte. Zuvor wurden aber von der lesothischen Regierung einige Änderungen vorgenommen. So wurden die Namen der Soldaten entfernt, die für Mahaos Tod verantwortlich sein sollen.

## Ergebnisse
Am 16. Februar 2016 wurde der Bericht der Öffentlichkeit zugänglich gemacht. Die Umstände um den Mord an Mahao sollen demnach mit Nachdruck gerichtlich aufgeklärt werden und die Verdächtigen suspendiert werden. Eine Meuterei von Soldaten wird nicht als erwiesen angesehen, vielmehr sei zu vermuten, dass die Anschuldigungen gefälscht seien. Die Ernennung Mahaos zum Kommandeur und die Absetzung Kamolis am 30. August 2014 werden als legal angesehen. Der Bericht fordert die Entlassung Kamolis als Kommandeur, da er für die Instabilität und Flucht von Oppositionellen verantwortlich sei. Die Verfassung Lesothos wird ebenfalls für einige Aspekte der Instabilität als ursächlich angesehen. Daher setzt die SADC das Lesotho Oversight Committee ein, das eine Verfassungsreform initiieren soll.

## Nachwirkungen
Die lesothische Wochenzeitung Lesotho Times nahm nach der Veröffentlichung einen Link auf den Bericht auf ihre Website und veröffentlichte zahlreiche Artikel zu den Folgen des Berichts. Auch die Regierung stellte den Bericht online. Sie erfüllte die Forderungen jedoch lange Zeit nicht. Kamoli blieb vorerst weiter im Amt, die namentlich bekannten Soldaten im Mordfall Mahao sind unbehelligt und 23 der wegen „Meuterei“ festgenommenen Soldaten standen weiterhin vor dem Kriegsgericht.
Am 28. Juni 2016 traf sich die Double Troika mit der Regierung Lesothos in Gaborone, um den Forderungen des Berichts Nachdruck zu verleihen. Bis August 2016 soll Lesotho einen Bericht vorlegen, inwieweit die Forderungen umgesetzt wurden. Gleichzeitig wurde ein Plan aufgestellt, nach dem die Oppositionspolitiker aus ihrem Exil bis Ende August 2016 sicher nach Lesotho zurückkehren sollten. Auch die Europäische Union, die Afrikanische Union und die USA drängten Lesotho, die Forderungen des Berichts umzusetzen.
Der Generalsekretär der kleinen Regierungspartei Lesotho People’s Congress, Bokang Ramatšella, bezeichnete am 7. Juli 2016 im Rundfunksender Tšenelo FM den US-amerikanischen Botschafters Matthew Harrington als „Terroristen“ und rief indirekt zu Gewalt gegen Harrington auf, nachdem dieser sich für eine Umsetzung der Forderungen der Kommission eingesetzt hatte.
Am 11. Juli 2016 wurde der Chefredakteur der Lesotho Times, Lloyd Mutungamiri, von Unbekannten angeschossen und lebensgefährlich verletzt. Zuvor hatte Ramatšella dem Herausgeber der Zeitung, Basildon Peta, mit dem Tod gedroht.
Beim SADC-Gipfeltreffen Ende August 2016 in Mbabane wurde Lesotho trotz Nichterfüllung der Forderungen nicht unter Druck gesetzt. Auch lebten die geflüchteten Oppositionspolitiker weiterhin im Exil.
Am 8. November 2016 gab die Regierung bekannt, dass Kamoli gemäß den Vorgaben der Kommission am 1. Dezember des Jahres sein Amt abgeben werde. Kamoli wurde am genannten Termin in den Ruhestand versetzt. Die Oppositionspolitiker kehrten nach Lesotho zurück und gewannen die Wahl 2017. Die anschließend gebildete Regierung unter Tom Thabane löste im August 2017 das Kriegsgericht gegen die 23 angeblichen Meuterer auf. Zwei der maßgeblich an Mahaos Tod beteiligten Offiziere erschossen am 5. September 2017 Kamolis Nachfolger Motšomotšo, bevor sie selbst erschossen wurden. Acht weitere Verdächtige wurden am 1. Dezember 2017 verhaftet. Zuvor war auch Kamoli wegen Mordes im Zusammenhang mit dem Putschversuch 2014 verhaftet worden.
Im Juli 2019 einigten sich die größeren Parteien unter dem Druck der SADC auf die Bildung der National Legislative Reform Authority, die innerhalb eines Zeitrahmens Vorschläge zu grundsätzlichen Reformen ausarbeiten soll.